# Épervier des Ovampos
Accipiter ovampensis
Espèce
Statut de conservation UICN

 LC  : Préoccupation mineure
Statut CITES
L’Épervier des Ovampos (Accipiter ovampensis) est une espèce de rapace de la famille des Accipitridae.

## Répartition
Cet oiseau vit en Afrique subsaharienne.